# ديفين موباما
ديفين ساكو موباما (مواليد 25 أكتوبر 2004) هو لاعب كرة قدم إنجليزي محترف يلعب في مركز المهاجم لنادي مانشستر سيتي في الدوري الإنجليزي الممتاز.

## النادي
.ولد موباما في نيوهام، ثم انضم إلى وست هام يونايتد في سن الثامنة. في 28 أكتوبر 2021، وقع موباما أول عقد احترافي له مع النادي. في 3 نوفمبر 2022، ظهر موباما لأول مرة مع وست هام في مباراة بالدوري الأوروبي ضد النادي الروماني ستيوا بوخارست. فاز وست هام بالمباراة 3-0 حيث حوّل جويسكيم داوا لاعب ستيوا بوخارست رأسية موباما إلى مرماه ليسجل الهدف الثاني لوست هام.
في 16 مارس 2023، سجل أول هدف له في الدوري الأوروبي في الفوز 4–0 على أيك لارنكا، بعد نزوله بديلاً.
كان موباما لاعباً في الفريق الذي فاز بكأس الاتحاد الإنجليزي للشباب 2023، بفوزه على أرسنال 5–1 على ملعب الإمارات في أبريل 2023 بعد أن سجل هاتريك في الجولة السابقة ضد ساوثهامبتون، أنهى موباما موسمه في صدارة هدافي المسابقة.

## المسيرة الدولية
ولد موباما في إنجلترا، وهو من أصل كونغولي. مثل إنجلترا في المنتخب تحت 15 عاماً وتحت 16 عاماً وتحت 18 عاماً وتحت 19 عاماً.
في 12 أكتوبر 2023، ظهر موباما لأول مرة مع منتخب إنجلترا تحت 20 عاماً في الهزيمة 2-0 خارج أرضه أمام رومانيا.

## الحياة الشخصية
كان موباما عضواً في مدرسة القديس بونافنتورا الرياضية في فورست جيت.

## الإحصائيات
آخر تحديث 17 ديسمبر 2023.
| النادي                     | موسم            | الدوري          | الدوري  | الدوري  | كأس الاتحاد الإنجليزي | كأس الاتحاد الإنجليزي | كأس رابطة الأندية الإنجليزية المحترفة | كأس رابطة الأندية الإنجليزية المحترفة | أوروبا  | أوروبا  | آخر     | آخر     | المجموع | المجموع |
| النادي                     | موسم            | قسم             | تطبيقات | الأهداف | تطبيقات               | الأهداف               | تطبيقات                               | الأهداف                               | تطبيقات | الأهداف | تطبيقات | الأهداف | تطبيقات | الأهداف |
| -------------------------- | --------------- | --------------- | ------- | ------- | --------------------- | --------------------- | ------------------------------------- | ------------------------------------- | ------- | ------- | ------- | ------- | ------- | ------- |
| وست هام يونايتد تحت 21 سنة | 2022–23         | —               | —       | —       | —                     | —                     | —                                     | —                                     | —       | —       | 2       | 0       | 2       | 0       |
| وست هام يونايتد تحت 21 سنة | 2023–24         | —               | —       | —       | —                     | —                     | —                                     | —                                     | —       | —       | 2       | 2       | 2       | 2       |
| وست هام يونايتد            | 2022–23         | الدوري الممتاز  | 3       | 0       | 1                     | 0                     | 0                                     | 0                                     | 2       | 1       | —       | —       | 6       | 1       |
| وست هام يونايتد            | 2023–24         | الدوري الممتاز  | 3       | 0       | 0                     | 0                     | 1                                     | 0                                     | 4       | 0       | —       | —       | 8       | 0       |
| المجموع الوظيفي            | المجموع الوظيفي | المجموع الوظيفي | 6       | 0       | 1                     | 0                     | 1                                     | 0                                     | 6       | 1       | 4       | 2       | 18      | 3       |

## الجوائز
وست هام يونايتد تحت 18 سنة
- كأس الاتحاد الإنجليزي للشباب: 2022–23[18]
- الدوري الإنجليزي الممتاز تحت 18 سنة: 2023[19]

وست هام يونايتد الفريق الأول
- دوري المؤتمر الأوروبي: 2022–23[20]

ألقاب فردية
- أفضل لاعب شاب في في وست هام يونايتد: 2022–23[21]

## الملاحظات
1. ↑  ظاهر في كأس دوري كرة القدم الإنجليزية
2. ↑  ظاهر في كأس دوري كرة القدم الإنجليزية
3. ↑  ظاهر في دوري المؤتمر الأوروبي
4. ↑  ظاهر في الدوري الأوروبي